# 4609 Пісарро
4609 Пісарро (4609 Pizarro) — астероїд головного поясу, відкритий 13 лютого 1988 року.
Тіссеранів параметр щодо Юпітера — 3,169.